# Olha Sumska

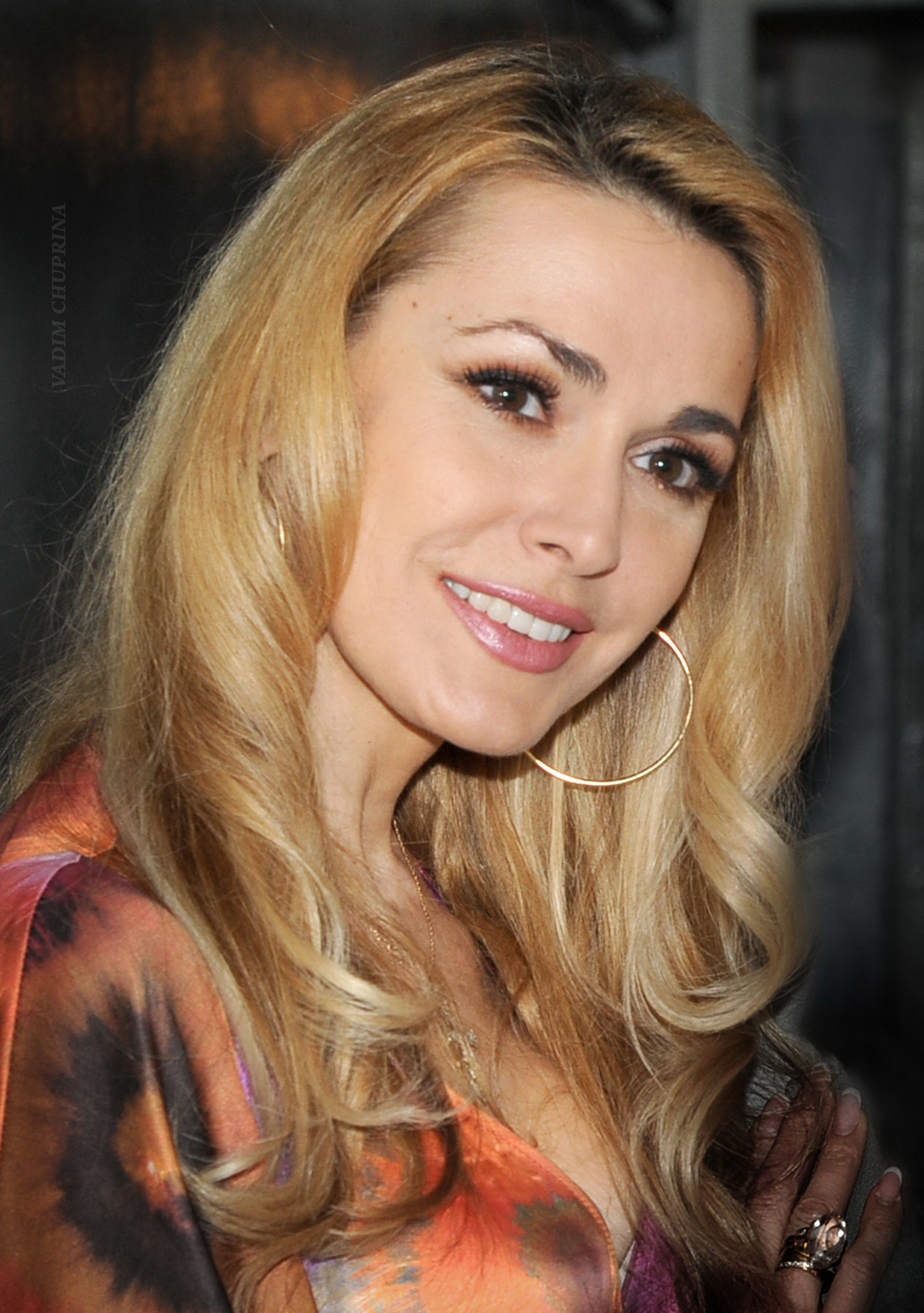
Olha Sumska, 2011

Olha Wjatscheslawiwna Sumska (ukrainisch Ольга В'ячеславівна Сумська; geboren am 22. August 1966 in Lwiw) ist eine ukrainische Theater- und Filmschauspielerin. Sie gehört zu den berühmtesten Schauspielerinnen des Landes und ist Trägerin des Taras-Schewtschenko-Preises, des höchsten Künstlerpreises der Ukraine, sowie Trägerin der Ehrenbezeichnung Volkskünstler der Ukraine.

## Leben und Schauspielkarriere
Sumska wurde 1966 in Lwiw in der Ukrainischen Sozialistischen Sowjetrepublik als Tochter der Theaterschauspieler Wjatscheslaw Sumskyj (1934–2007) und Hanna Sumska (1933–2022); ihre ältere Schwester Natalja Sumska (geb. 1956) ist ebenfalls Schauspielerin. Bereits mit fünf Jahren spielte Sumska Theater. Mit 16 Jahren spielte sie ihre erste Filmrolle. 1987 erhielt Sumska ihren Abschluss am Kiewer Institut für Theater-Künste.
Von 1988 bis 2005 arbeitete sie als Schauspielerin am Nationaltheater des Dramas Lessja-Ukrajinka. Im Jahr 1996 wurde Sumska der Taras-Schewtschenko-Preis, der höchste Künstlerpreis der Ukraine verliehen.
Von 1997 bis 2003 spielte in der Fernsehserie Roxelane die Hauptrolle der gleichnamigen historischen Frau, die als Sklavin ins Osmanische Reich verschleppt und zur Konkubine von Sultan Süleyman I. wird, den sie später heiratet und zur mächtigsten Frau des Weltreichs aufsteigt.
2009 erhielt sie den Ehrentitel Volkskünstler der Ukraine.

## Privatleben und weiteres
Von 1987 bis 1990/1 war Sumska mit dem Schauspieler Jewhen Papernyj verheiratet, aus der Ehe ging 1990 ihre erste Tochter Antonina hervor. Seit 1996 ist Sumska mi dem Schauspieler Witalij Boryssjuk verheiratet, 2002 wurde ihre zweite Tochter Hanna geboren.
2006 kandidierte Sumska erfolglos für das Amt der Bürgermeisterin von Kiew.

## Filmographie (Auswahl)
Sumskas Werk umfasst mehr als 50 Film- und Fernsehproduktionen.
- 1997–2003: Roxelane

## Auszeichnungen (Auswahl)
- 1996: Taras-Schewtschenko-Preis[3]
- 2009: Volkskünstler der Ukraine[4]